# Cairate
Cairate (Cairàa in dialetto varesotto) è un comune italiano di 7 802 abitanti della provincia di Varese in Lombardia.

## Geografia fisica

### Territorio
Il suo territorio comprende le frazioni di Bolladello e Peveranza ed è bagnato dal fiume Olona e dal torrente Tenore.

## Storia

### L'epoca antica
Il toponimo "Cairate" è di probabile derivazione longobarda, riconducibile ai significati geologici di "altura" e fitomorfi di "noce" o "castagna".

### Basso Medioevo
Il centro abitato fu fondato dai Longobardi , di cui sono state rinvenute due epigrafi: una murata nella chiesa di Chiesa di San Martino e l'altra sui gradini di una scala del monastero.
Il paese, data la posizione strategica, accrebbe la sua importanza durante le invasione barbariche: i Longobardi vi insediarono infatti una fortezza militare, collegata al castrum Castel Seprio tramite una strada che costeggia la valle e di cui sono stati trovati i resti nel vicino Comune di Fagnano Olona. La fortezza fu un nodo nevralgico nello scacchiere militare del Nord Italia per buona parte del medioevo. Furono gli stessi Longobardi, in particolare la badessa Manigunda, che contribuirono in modo determinante allo sviluppo economico e politico del borgo.
Cairate fu parte del Contado del Seprio per tutto il basso medioevo fino al 1287, mentre ecclesiasticamente fu dipendenza extradiocesana del vescovo di Pavia dall'età longobarda fino al 1799.

### L'età Ducale
Alla fine del XIII secolo, con la conquista definitiva del Seprio da parte dei Milanesi, Cairate entra a far parte della Signoria dei Visconti e, dal 1395, del Ducato di Milano, di cui segue le sorti per i secoli successivi.
Nel XVII secolo, durante la dominazione spagnola del Ducato si registra che nel 1582 il papa Gregorio XIII concesse l'indulgenza plenaria per tutti coloro che si fossero recati a visitare la chiesa di S. Maria: le offerte dei pellegrini furono utilizzate per la costruzione delle altre chiese di Cairate: quella di San Rocco, piccola cappella all'angolo delle attuali vie Fornasari e Cairoli, San Pietro, ceduta in seguito dal monastero alla collettività cittadina, e la chiesa di Sant'Ambrogio, parrocchiale.
Durante il XVII secolo il Governo spagnolo infeudò le terre del paese, eccezion fatta per quelle del monastero: Cairate diventò proprietà di Giacomo Legnani, cui il consesso dei capofamiglia si sottomise. La relazione allegata all'atto di sottomissione mostra un paese senza alcuna entrata economica, in forte decadenza rispetto al passato: l'economato ha accumulato un cospicuo debito, e non è più autosufficiente tanto che la carne deve essere importata da Gallarate, il frumento da Fagnano Olona. Legnani regnò sul suo feudo sino al 1668 quando, morto senza prole, gli successe Ippolito Turconi, appartenente all'antica nobiltà comasca.
Stando al catasto, iniziato già dagli spagnoli, durante la dominazione di Maria Teresa d'Austria nel Ducato di Milano, i possedimenti del monastero ammontavano a 2.282.460 metri quadri di terreno sparsi tra Cairate, Bolladello, Peveranza, Abbiate Guazzone, Fagnano Olona, Castelseprio, Lonate Ceppino e Carnago. Ampie parti di terreno comunale erano possedute dall'abbazia della Cavedra di Varese, dai fratelli Ambrosoli, da tal Pietro Branzolfo, dal luogo Pio di Santa Valeria di Milano, da Carlo Castiglioni e dal conte Galeazzo Visconti. Il comune di Cairate possedeva 659 pertiche di terreno, ma di scarso valore, il più delle volte abbandonato alla brughiera o destinato ai pascoli. Le famiglie più importanti della zona erano i Castiglioni, i de Cairate e i Visconti.
Maria Teresa d'Austria costrinse il comune ad alienare le proprietà e i terreni dei possidenti per risanare i bilanci comunali e per trasformare aree di terra improduttive in aree coltivate, attraverso un'accorta politica di incentivi ai privati di cui approfittò anche il monastero. Nel 1786 un'altra riforma del governo austriaco obbligò il monastero a trasformarsi in una scuola, per non rischiare la soppressione. Questa arrivò tuttavia nel 1799 con la conquista dell'Italia da parte di Napoleone: nel 1801 i beni del monastero vennero ripartiti fra tre diversi privati che si divisero anche l'edificio, snaturandolo dal proprio contesto e apportando profonde modifiche per rendere autonome e abitabili le tre parti.

### Età contemporanea
Successivamente al periodo napoleonico, Cairate fu integrato come tutta la regione nel Regno Lombardo-Veneto, e quindi conquistato dai piemontesi durante il Risorgimento. Nel XIX secolo si ebbe una crescita demografica consistente, con l'arrivo di nuove famiglie, che accrebbe l'importanza del paese. In questo contesto nel 1869 si decise l'aggregazione a Cairate di Peveranza e Bolladello che ne divennero frazioni.
Nel XX secolo le industrie localizzate nella Valle Olona ebbero nuova vita dalla realizzazione della linea ferroviaria che fu costruita attraverso la valle, passando da Castellanza a Lonate Ceppino.
Il 25 gennaio 1900 il borgo fu colpito da un grave incendio, che distrusse decine di case e causò 400.000 lire di danni.
Il collegamento ferroviario con la Svizzera tuttavia rimase attivo solo dal 1926 al 1928 tarpando le ali all'industrializzazione della valle e di Cairate. Nel 1930 vennero costruite le scuole elementari.
Nel 1960 venne edificata la nuova chiesa parrocchiale e nel 1965 un viadotto per favorire le comunicazioni tra il gallaratese e il tradatese.

### Simboli
Lo stemma e il gonfalone sono stati concessi con DPR del 15 dicembre 1981.
Il gonfalone è un drappo di bianco.

## Monumenti e luoghi d'interesse

### Architetture religiose

#### Il monastero di S.M. Assunta di Cairate
Manigunda (o per altre versioni Manigonda) era una nobile della corte di Pavia: diventata monaca per sciogliere un voto in seguito ad una guarigione avvenuta grazie alla fonte miracolosa di Bergoro (oggi frazione di Fagnano Olona), fondò nel 737 il monastero benedettino di Santa Maria Assunta.

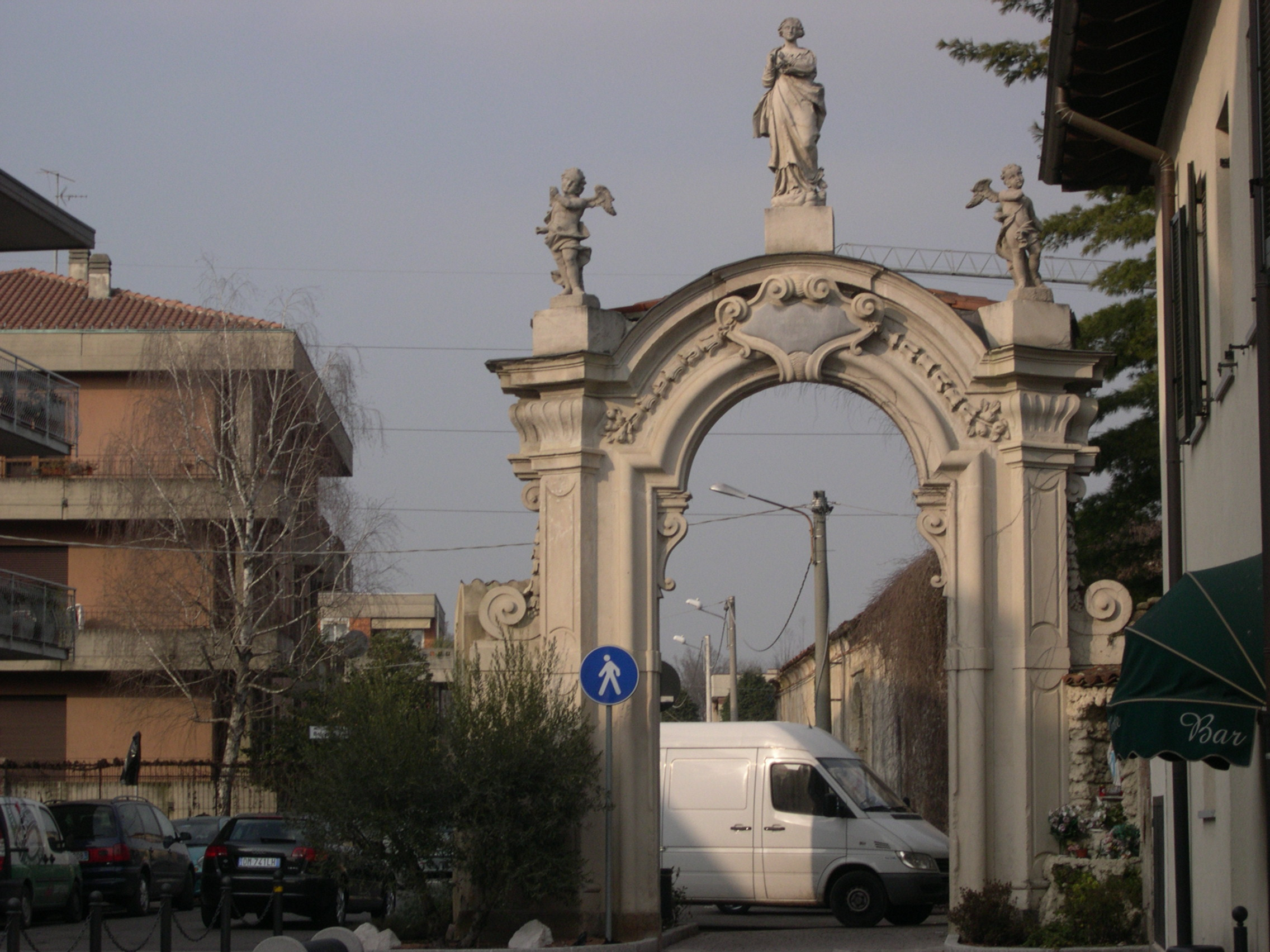
L'Arco di Manigunda, realizzato nel 1710 poco lontano dal monastero

Leggenda vuole che nel monastero di Cairate dormì Federico Barbarossa la notte prima della battaglia di Legnano. Fino al concilio di Trento infatti la vita claustrale non era d'obbligo per i monasteri e, all'interno di questi, spesso era presente lo xenodochio per ospitare i viandanti. Pare, tuttavia, che gli abitanti del borgo militassero nel partito avverso all'imperatore e che, per disturbare il suo sonno, abbiano aizzato i cani ad abbaiare tutta la notte.
Si narra poi che lo stesso Barbarossa, prima di giungere a Cairate, avesse trafugato da Monza la chioccia dai pulcini d'oro (simbolo longobardo della vita), appartenuta alla regina longobarda Teodolinda: per sdebitarsi dell'ospitalità regalò alle monache uno degli otto pulcini d'oro che, secondo la leggenda, è ancora nascosto tra le mura del monastero.
Centro del potere politico, il monastero nominava un pubblico ufficiale che guidava il piccolo parlamento dei capofamiglia di Cairate che nel medioevo si riunivano a intervalli regolari per decidere sulle questioni comuni come, ad esempio, l'uso delle terre incolte del territorio comunale nei pressi del fiume Olona. Il monastero ammetteva esclusivamente monache di famiglie benestanti e non dipendeva dalla diocesi di Milano ma dalla potente diocesi di Pavia, come Manigunda aveva stabilito al momento della fondazione. Il monastero aveva al suo interno una rigida gerarchia. La badessa era nominata dalle cosiddette monache velate e tale nomina doveva essere confermata formalmente da parte del vescovo di Pavia; seguono a queste le novizie e le converse. Tale ordine gerarchico rimase intatto fino alla soppressione del monastero.

#### Chiese

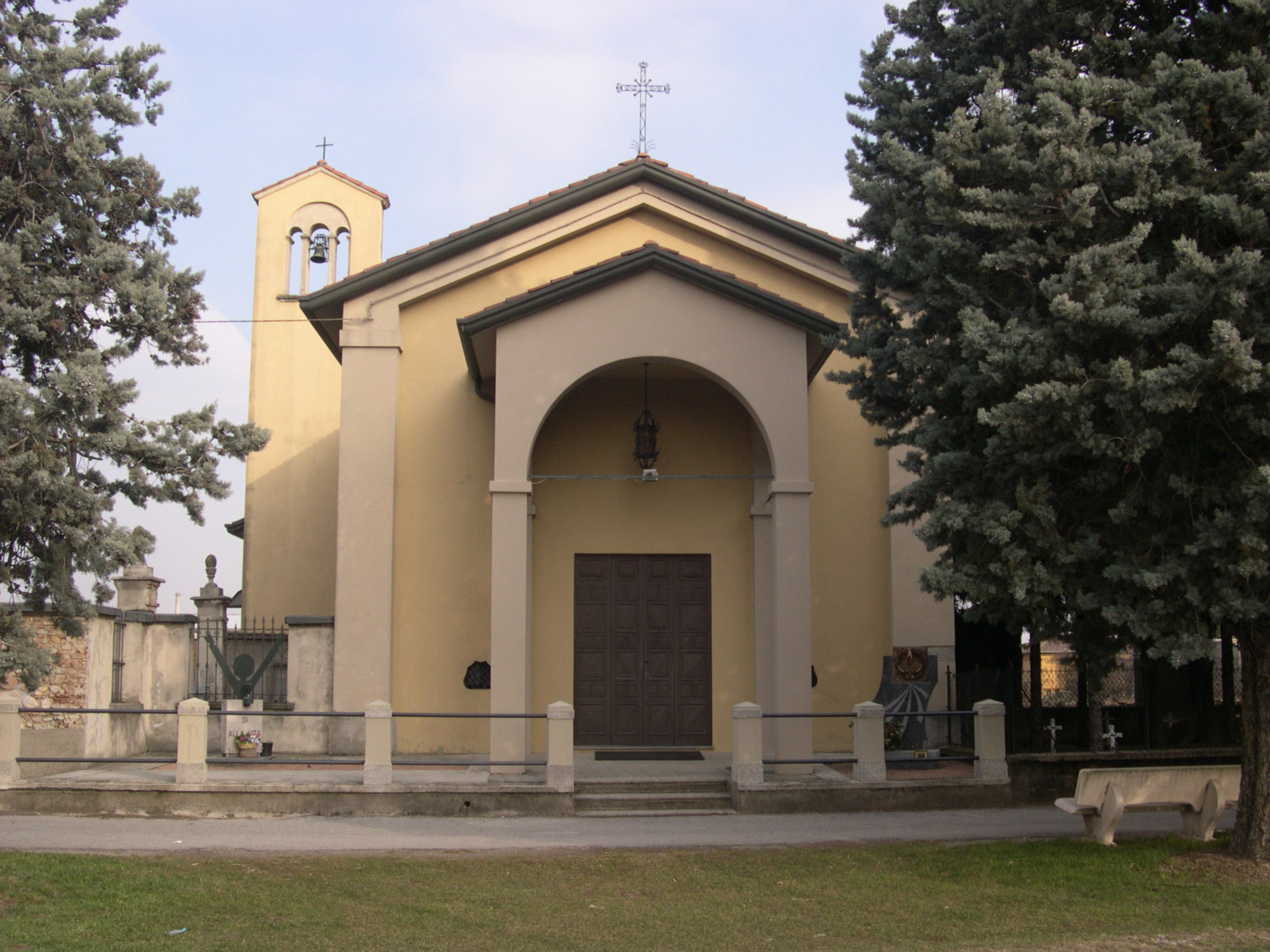
La chiesa di San Martino

Fino alla fine del XIV secolo erano presenti tre chiese sul territorio comunale: quella di San Martino (oggi nei pressi del cimitero), quella dei Santi Pietro e Stefano e quella di Santa Maria, adiacente al chiostro del monastero, in cui avvenivano le sepolture delle monache. In quest'ultima si trovava un prezioso ciclo di affreschi, di cui uno ancora visibile, raffigurante un vescovo sormontato dallo stemma dei Castiglioni, opera del pittore Aurelio Luini. In essa inoltre è ancora possibile ammirare una delle opere più antiche, che risalirebbe all'alto medioevo: un bassorilievo raffigurante due colombe che si abbeverano.
Il chiostro del monastero è stato modificato nelle sue forme attuali dalla badessa Antonia nel 1480, secondo i parametri del tardo gotico. Testi storici risalenti al XVI secolo ci informano che accanto al colombaio del monastero era presente l'osteria del paese: l'edificio che la ospitava si è conservato tutt'oggi e la riprova è stata la scoperta di un affresco votivo del 1548.

## Società

### Evoluzione demografica
- 609 ab. nel 1751
- 809 ab. nel 1805
- 1 285 ab. nel 1853
- 1 397 ab. nel 1859

Abitanti censiti

## Sport

### Arrampicata

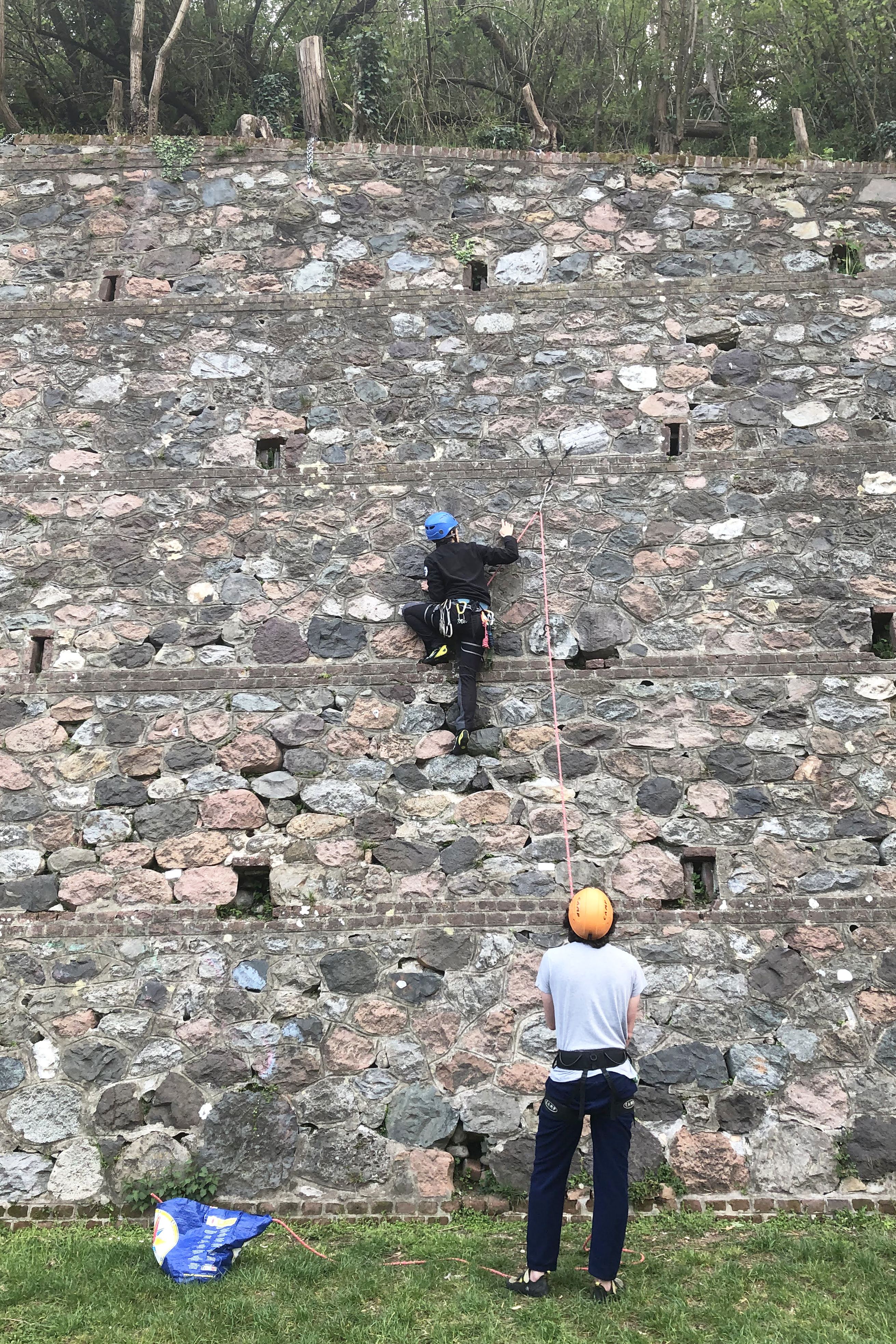
Un arrampicatore scala sul Muro di Cairate

All'interno del comune di Cairate si trova un muro di contenimento posto di fianco al fiume Olona e ai binari della Ferrovia di Valmorea chiamato Muro di Cairate. Questo muro, realizzato con mattoni e pietre di porfido, è stato attrezzato con spit e catene per poter essere utilizzato come palestra di arrampicata sportiva. La parete è lunga circa ottanta metri, alta tra i 9 e 13 metri, le vie attrezzate sono circa una quarantina e vanno dal quarto al sesto grado.

## Infrastrutture e trasporti
Le stazioni di Cairate-Bergoro e Cairate-Lonate, attivate nel 1904, erano poste lungo la ferrovia di Valmorea; private del traffico passeggeri nel 1952, furono soppresse definitivamente nel 1977 assieme all'intera linea.